# Henrik Kinberg
Johan Henrik Kinberg, född 1782, död 1854, var en svensk präst.
Kinberg tillhörde släkten Kinberg från Västergötland och var son till prosten Johan Gustaf Kinberg och Juliana Leiditz. Förutom avlagda teologiska examina var han filosofie magister. Han tjänstgjorde som kyrkoherde i det regala pastoratet Grönby, Lunds stift.
Han gifte sig 1813 med Margareta Lovisa Schlyter (1792–1880), syster till professor Carl Johan Schlyter. Han var far till Hjalmar Kinberg och farfar till Henning Kinberg. Vidare var han morfar till Esaias Tegnér den yngre och Elof Tegnér.